# Червоный Бор
Червоный Бор (укр. Червоний Бір) — село на Украине, находится в Емильчинском районе Житомирской области.
Код КОАТУУ — 1821786603. Население по переписи 2001 года составляет 15 человек. Почтовый индекс — 11257. Телефонный код — 4149. Занимает площадь 0,199 км².

## Адрес местного совета
11257, Житомирская область, Емильчинский р-н, с.Симоны